# Livada
 Ovo je glavno značenje pojma Livada. Za druga značenja pogledajte Livada (razdvojba).
Livada (ledina) je površina u čijoj flori prevladavaju trave i zeljaste biljke. 
Na livadama žive brojni kukci. Odlikuje se velikom biološkom raznolikošču biljnih vrsta.

## Gospodarska uporaba
Nužni uvjet za održavanje travnjaka je redovita košnja. Provodi se jedanput ili dvaput godišnje. Prvim otkosom dobiva se osušena trava - sijeno, drugim otava, a trećim otavić. Pojačani poljoprivredni postupci: prečesta košnja, upotreba mineralnih gnojiva, stajnjaka i insekticida, mogu dovesti do smanjenja broja organizama i raznolikosti vrsta.